# يرسنيات
اليَرْسَنِيَّات (الاسم العلمي: Yersiniaceae)، فصيلة من البكتيريا سالبة الغرام تشتمل على بعض مسببات الأمراض المألوفة. على سبيل المثال، نوع اليَرْسَنِيَّةُ الطَّاعونِيَّة (Yersinia pestis) المنتمية إلى جنس اليَرْسَنِيَّةٌ، العامل المسبب للطاعون. هذه الفصيلة هي عضو في رتبة المعويات تتبع طائفة متقلبات غاما من شعبة متقلبات.
الفصيلة سميت على جنسها النمطي اليرسنية، التي سُميت على الطبيب وعالم البكتيريات الفرنسي ألكسندر يرسن.